# Зміїношия черепаха Арнем-Ленду
Зміїношия черепаха Арнем-Ленду (Chelodina burrungandjii) — вид черепах з роду Австралійська зміїношийна черепаха родини Змієшиї черепахи.

## Опис
Загальна довжина карапаксу сягає 27 см. Голова помірного розміру, сплощена з боків. Шия дуже довга. На підборідді є 2—3 вусики. Сильно плескатий овальний панцир. лапи великі з розвиненими плавальними перетинками.
Колір карапаксу коливається від оливково-зеленого до чорного. Пластрон має біле забарвлення з оливковими цяточками. райдужна оболонка коричнева або руда.

## Спосіб життя
Полюбляє невеличкі річки та струмки. Харчується рибою, водяними комахами, ракоподібними, іноді рослинами.
Самиця відкладає до 20 яєць. Втім процес парування цієї черепахи ще недостатньо вивчене.

## Розповсюдження
Мешкає на півночі західної Австралії та півострові Арнем-Ленд.